# Tulsa 66ers
Tulsa 66ers was een Amerikaanse basketbalclub uit Tulsa die speelde in de NBA D-League van 2005 tot 2014.

## Geschiedenis
De club werd opgericht in 2005 na de herlocatie van de Asheville Altitude. De club werd genoemd naar de U.S. Route 66 die langs de stad loopt. Joey Meyer bleef hoofdcoach ook van de nieuwe ploeg. In de drie seizoenen onder Meyer slaagde de club er niet in om de play-offs te bereiken. In 2008 werd Paul Woolpert hoofdcoach maar ook onder hem slaagde de club er niet in om de play-offs te bereiken.
Onder Nate Tibbetts slaagde de club erin om de finale van de play-offs te halen. Nadat ze Sioux Falls Skyforce en de Iowa Energy versloegen maar verloren in de finale van Rio Grande Valley Vipers. In zijn tweede seizoenen wonnen ze in de play-offs van Texas Legends maar verloren daarna van Iowa Energy. In het seizoen 2011/12 haalde de club Dale Osbourne als hoofdcoach maar onder hem haalde de club niet de play-offs.
In het seizoen 2012/13 werd Darko Rajaković gehaald als coach. In zijn eerste seizoen haalde ze opnieuw de halve finales van de play-offs nadat ze wonnen van Canton Charge maar verloren in de volgende ronde van Rio Grande Valley Vipers. De club werd het volgende seizoen verhuisd naar Oklahoma City en werden de Oklahoma City Blue.

## Stadion
- Expo Square Pavilion (2005-2008)
- Tulsa Convention Center (2008-2012)
- SpiritBank Events Center (2012-2014)

## Erelijst
- NBA D-League Sportsmanship Award: Larry Owens (2011)
- All-NBA D-League Second Team: John Lucas III (2006), Will Conroy (2007), Mustafa Shakur (2010), Larry Owens (2011), Marcus Lewis (2012)
- All-NBA D-League Third Team: Larry Owens (2010)

## Resultaten
| Seizoen | Wins | Verlies | Play-offs    | Coach           |
| ------- | ---- | ------- | ------------ | --------------- |
| 2005/06 | 24   | 24      |              | Joey Meyer      |
| 2006/07 | 21   | 29      |              | Joey Meyer      |
| 2007/08 | 26   | 24      |              | Joey Meyer      |
| 2008/09 | 15   | 35      |              | Paul Woolpert   |
| 2009/10 | 27   | 23      | Finale       | Nate Tibbetts   |
| 2010/11 | 33   | 17      | Halve finale | Nate Tibbetts   |
| 2011/12 | 23   | 27      |              | Dale Osbourne   |
| 2012/13 | 27   | 23      | Halve finale | Darko Rajaković |
| 2013/14 | 24   | 26      |              | Darko Rajaković |

## Bekende (oud-)spelers
| - Daniel Orton - Brandon Bass - Seamus Boxley |